# Lijst van Nederlandse deelnemers aan de Paralympische Zomerspelen 1972
Deze lijst van Nederlandse deelnemers aan de Paralympische Zomerspelen 1972 in Heidelberg. geeft een overzicht van de sporters die zich hebben gekwalificeerd voor de Spelen.
| Paralympiër           | Sport                    | Onderdeel                                                                      | Ervaring   |
| --------------------- | ------------------------ | ------------------------------------------------------------------------------ | ---------- |
| de Vries-Noordam      | Atletiek Tafeltennis     | Kogelstoten Klasse 1A 60 m Klasse 1A Klasse 1A                                 | 2de Spelen |
| E. H. Roek            | Atletiek                 | Discuswerpen Klasse 5 Slalom Klasse 5 100 m Klasse 5                           | Debutant   |
| Fluiter               | Atletiek                 | Kogelstoten Klasse 2 Discuswerpen Klasse 2 Speerwerpen Klasse 2                | Debutant   |
| Irene Schmidt         | Atletiek Tafeltennis     | 60 m Klasse 4 Klasse 4                                                         | Debutant   |
| J. F. G. Weijers      | Atletiek                 | Slalom Klasse 2 Kogelstoten Klasse 2 Speerwerpen Klasse 2 100 m Klasse 2       | Debutant   |
| J. Levestone          | Atletiek                 | Precisie Speerwerpen Discuswerpen Klasse 3 Speerwerpen Klasse 3 100 m Klasse 3 | Debutant   |
| Koekoek               | Atletiek                 | Slalom Klasse 4                                                                | 2de Spelen |
| P. H. van der Vis     | Atletiek                 | Slalom Klasse 3 Kogelstoten Klasse 3 100 m Klasse 3                            | Debutant   |
| P. Suijkerbuijk       | Atletiek Tafeltennis     | Slalom Klasse 1B 60 m Klasse 1B Klasse 1B                                      | Debutant   |
| van Eijck             | Atletiek                 | Precisie Speerwerpen                                                           | Debutant   |
| Popke Popkema         | Boogschieten Dartchery   | FITA Ronde Klasse Open Paren Klasse open                                       | 2de Spelen |
| Piet Blanker          | Boogschieten Dartchery   | FITA Ronde Klasse Open Paren Klasse open                                       | 3de Spelen |
| van Opdorp            | Boogschieten Zwemmen     | FITA Ronde Klasse Open 25 m Rugslag Klasse 1B 25 m Vrije Slag Klasse 1B        | 2de Spelen |
| D. Kruidenier         | Boogschieten             | Korte Western Ronde Klasse Open                                                | 3de Spelen |
| H. Pimmelar           | Boogschieten Tafeltennis | Korte Western Ronde Klasse Open Klasse 1B                                      | Debutant   |
| Huls                  | Boogschieten             | Korte Western Ronde Klasse Open                                                | Debutant   |
| Leemberg              | Boogschieten             | Korte Western Ronde Klasse Open                                                | Debutant   |
| E. H. Roek            | Zwemmen                  | 100 m Rugslag Klasse 5 100m Schoolslag Klasse 5                                | Debutant   |
| G. Uyt de Boogaardt   | Zwemmen                  | 50 m Schoolslag Klasse 4 50 m Rugslag Klasse 4 50 m Vrije Slag Klasse 4        | Debutant   |
| Gerrit Pomp           | Zwemmen                  | 25 m Schoolslag Klasse 2 25 m Rugslag Klasse 2 25 m Vrije Slag Klasse 2        | Debutant   |
| Graveland             | Zwemmen                  | 50 m Schoolslag Klasse 4 50 m Rugslag Klasse 4                                 | 2de Spelen |
| H. Hilberink          | Zwemmen                  | 25 m Schoolslag Klasse 2 25 m Rugslag Klasse 2 25 m Vrije Slag Klasse 2        | Debutant   |
| Harry Lamberts        | Zwemmen                  | 100m Schoolslag Klasse 6 100m Vrije Slag Klasse 6 3x50m Wisselslag Klasse 6    | Debutant   |
| Ingrid van der Benden | Zwemmen                  | 100m Schoolslag Klasse 6 100m Vrije Slag Klasse 6 3x50m Wisselslag Klasse 6    | 2de Spelen |
| Jeanne de Backer      | Zwemmen                  | 100 m Rugslag Klasse 5 100m Vrije Slag Klasse 5 3x50m Wisselslag Klasse 5      | Debutant   |
| Marijke Ruiter        | Zwemmen                  | 100m Schoolslag Klasse 5 100 m Rugslag Klasse 5 3x50m Wisselslag Klasse 5      | Debutant   |
| Mary Kuivenhoven      | Zwemmen                  | 100m Schoolslag Klasse 5 100m Vrije Slag Klasse 5 3x50m Wisselslag Klasse 5    | Debutant   |
| Nettie van der Krieke | Zwemmen                  | 50 m Rugslag Klasse 3 50 m Vrije Slag Klasse 3 3x25m Wisselslag Klasse 3       | Debutant   |
| Prins                 | Zwemmen                  | 100 m Rugslag Klasse 5 100m Schoolslag Klasse 5                                | 3de Spelen |
| S. Jonker             | Zwemmen                  | 25 m Schoolslag Klasse 1B 25 m Schoolslag Klasse 2 25 m Rugslag Klasse 2       | 2de Spelen |
| van Haasteren         | Zwemmen                  | 25 m Schoolslag Klasse 2 25 m Rugslag Klasse 2 25 m Vrije Slag Klasse 2        | Debutant   |

## Opmerkingen
- De namen van de Basketbal heren van 1972 zijn niet bekend.